# Axinella estacioi
Axinella estacioi är en svampdjursart som beskrevs av Carballo och Garcia-Gomez 1995. Axinella estacioi ingår i släktet Axinella och familjen Axinellidae. Inga underarter finns listade i Catalogue of Life.